# Нова Весь (гміна Кучборк-Осада)
Нова Весь (пол. Nowa Wieś) — село в Польщі, у гміні Кучборк-Осада Журомінського повіту Мазовецького воєводства.
Населення — 239 осіб (2011).
У 1975-1998 роках село належало до Цехановського воєводства.

## Демографія
Демографічна структура станом на 31 березня 2011 року:
|          | Загалом | Допрацездатний вік | Працездатний вік | Постпрацездатний вік |
| -------- | ------- | ------------------ | ---------------- | -------------------- |
| Чоловіки | 120     | 29                 | 70               | 21                   |
| Жінки    | 119     | 22                 | 54               | 43                   |
| Разом    | 239     | 51                 | 124              | 64                   |